# Edmond Pinhède
Edmond Pinhède, né le 14 janvier 1911 à Saint-Denis-lès-Rebais et mort le 14 décembre 1997 à Saint-Raphaël, est un militaire et résistant français, Compagnon de la Libération. Officier saint-cyrien expérimenté, il décide de se rallier à la France libre au début de la Seconde Guerre mondiale et combat en Afrique du Nord avant de prendre part à la Libération de la France dans les rangs de la 2e division blindée. Poursuivant sa carrière militaire, il occupe divers postes en métropole et en outre-mer avant de quitter l'armée avec le grade de général de division.

## Biographie

### Jeunesse et engagement
Edmond Pinhède naît le 14 janvier 1911 à Saint-Denis-lès-Rebais, en Seine-et-Marne. Son père, Jules, meurt en 1916 lors de la bataille de Verdun. En 1931, il fait son entrée à l'École spéciale militaire de Saint-Cyr dans la promotion du Tafilalet où il côtoie d'autres futurs Compagnon de la Liberation tels que Pierre de Maismont ou Jean Tulasne. À sa sortie de l'école, il choisit de servir dans les troupes coloniales et est affecté au 4e régiment de tirailleurs sénégalais à Fréjus puis au 2e régiment de tirailleurs sénégalais au Soudan français. Promu lieutenant, il est muté en 1937 au régiment de tirailleurs sénégalais du Tchad (RTST) puis en 1939, au groupe nomade de l'Ennedi où il est officier méhariste.

### Seconde Guerre mondiale
Au début de la Seconde Guerre mondiale, l'unité d'Edmond Pinhède n'est pas appelée à combattre en métropole. Ayant entendu l'appel du général de Gaulle et refusant l'armistice du 22 juin 1940, il cherche à rejoindre la colonie britannique du Soudan et réalise pour cela un parcours à dos de dromadaire de 700 kilomètres à travers le désert depuis le Tchad. Parvenu à destination le 2 août 1940, il s'engage au sein du West Yorkshire Regiment. Le 26 août suivant, la colonie du Tchad s'étant ralliée à la France libre, Edmond Pinhède est rappelé par les autorités des forces françaises libres et reversé au RTST. Promu capitaine en septembre 1941, il prend part à la guerre du désert et combat en Libye jusqu'en février 1943. Il est ensuite engagé dans la campagne de Tunisie au début de l'année 1943 puis, en octobre de la même année, est envoyé au Maroc où la 2e division blindée (2e DB) a été constituée deux mois plus tôt. Affecté au Régiment de marche du Tchad (RMT), il effectue un stage d'État-Major pendant plusieurs mois puis retourne à la 2e DB qui entretemps s'est déplacée en Angleterre. Avec le RMT, il débarque sur Utah Beach le 1er août 1944 et participe à la bataille de Normandie. Adjoint au chef du 3e bataillon du régiment, il se distingue par son sens de l'organisation et par sa bravoure. Suivant l'avancée de la 2e DB, Edmond Pinhède participe ensuite à la Libération de la France et à l'invasion de l'Allemagne.

### Après-Guerre
Restant dans l'armée après le conflit, il est promu chef de bataillon en juin 1945 et est affecté à Madagascar de 1947 à 1949. Il participe ensuite à la guerre d'Indochine de 1951 à 1953 et est promu lieutenant-colonel. En 1956, il sert pendant la guerre d'Algérie avant d'être promu colonel un an plus tard. Basé à Dakar de 1958 à 1959, il part ensuite pour Fréjus où, de 1961 à 1963, il prend le commandement du groupement d'instruction et de transit des troupes coloniales. De retour en Afrique de 1963 à 1964, il commande les forces françaises au Tchad. En 1964, il gagne ses étoiles de général de brigade et devient adjoint au général commandant la 4e région militaire à Bordeaux. En 1969, il passe en 2e section et dans le civil, devient secrétaire général du groupe SCETAUROUTE pour la région Provence.
Edmond Pinhède meurt le 14 décembre 1997 à Saint-Raphaël où il est inhumé au cimetière Alphonse Karr aux côtés d'autres Compagnons de la Libération issus des troupes coloniales tels que Pol Thibaux et Raphaël Briard,.

## Décorations
|  |  |  |
|  |  |  |
|  |  |  |
|  |  |  |
|  |  |  |

| Grand officier de la Légion d'honneur                                                                                    | Grand officier de la Légion d'honneur                                                                                    | Grand officier de la Légion d'honneur                                                                                    | Compagnon de la Libération Par décret du 23 mai 1942    | Compagnon de la Libération Par décret du 23 mai 1942    | Compagnon de la Libération Par décret du 23 mai 1942    | Croix de guerre 1939-1945                                            | Croix de guerre 1939-1945                                            | Croix de guerre 1939-1945                                            |
| Croix de guerre des Théâtres d'opérations extérieurs                                                                     | Croix de guerre des Théâtres d'opérations extérieurs                                                                     | Croix de guerre des Théâtres d'opérations extérieurs                                                                     | Croix de la Valeur militaire                            | Croix de la Valeur militaire                            | Croix de la Valeur militaire                            | Croix du combattant volontaire Avec agrafe "Guerre 1939-1945"        | Croix du combattant volontaire Avec agrafe "Guerre 1939-1945"        | Croix du combattant volontaire Avec agrafe "Guerre 1939-1945"        |
| Médaille coloniale Avec agrafes "Fezzan 1942", "Fezzan-Tripolitaine", "Tunisie", "AFL", "Madagascar" et "Extrême-Orient" | Médaille coloniale Avec agrafes "Fezzan 1942", "Fezzan-Tripolitaine", "Tunisie", "AFL", "Madagascar" et "Extrême-Orient" | Médaille coloniale Avec agrafes "Fezzan 1942", "Fezzan-Tripolitaine", "Tunisie", "AFL", "Madagascar" et "Extrême-Orient" | Médaille commémorative française de la guerre 1939-1945 | Médaille commémorative française de la guerre 1939-1945 | Médaille commémorative française de la guerre 1939-1945 | Médaille commémorative des services volontaires dans la France libre | Médaille commémorative des services volontaires dans la France libre | Médaille commémorative des services volontaires dans la France libre |
| Officier de l'Ordre de l'Étoile noire (Bénin)                                                                            | Officier de l'Ordre de l'Étoile noire (Bénin)                                                                            | Officier de l'Ordre de l'Étoile noire (Bénin)                                                                            | Commandeur de l'Ordre de l'Étoile d'Anjouan (Comores)   | Commandeur de l'Ordre de l'Étoile d'Anjouan (Comores)   | Commandeur de l'Ordre de l'Étoile d'Anjouan (Comores)   | Commandeur de l'Ordre royal (Cambodge)                               | Commandeur de l'Ordre royal (Cambodge)                               | Commandeur de l'Ordre royal (Cambodge)                               |
| Presidential Unit Citation (États-Unis)                                                                                  | | |                                                         |                                                         |                                                         |                                                                      |                                                                      |                                                                      |